# Рябченко Олена Петрівна
Рябченко Олена Петрівна (нар. 5 жовтня 1960 р. у смт Куп'янськ-Вузловий, Куп'янського району Харківської області) — доктор юридичних наук, професор, автор понад 50 наукових праць. Працює у Харківському національному університеті внутрішніх справ. Начальник кафедри адміністративної діяльності органів внутрішніх справ Навчально-наукового інституту підготовки фахівців міліції.

## Біографія
У 1982 р. закінчила Харківський інженерно-економічний інститут.
У 1982—1983 рр. працювала інженером-економістом у Науково-дослідному інституті точного приладобудування.
У 1988—1991 рр. — економіст-аналітик на заводі «Новатор» (м. Йошкар-Ола); у 1991—1994 рр. — молодший науковий співробітник, аспірант кафедри менеджменту та планування виробництва у машинобудуванні Харківського державного економічного університету.
З 1995 р. працює в Університеті внутрішніх справ на посадах викладача, старшого викладача, доцента кафедри економіки та організації господарської діяльності, з 1998 р. — професор кафедри адміністративного права та адміністративної діяльності ОВС.
У 2003 р. — начальник кримінологічної лабораторії, з 2004 р. — професор кафедри адміністративного права та адміністративної діяльності органів внутрішніх справ Національного університету внутрішніх справ.
У 1995 р. захистила кандидатську дисертацію, 2000 р. — докторську дисертацію за темою «Державне управління економікою України (адміністративно-правовий аспект)» (спеціальність 12.00.07 — теорія управління; адміністративне право і процес; фінансове право; інформаційне право).
У 2002 р. присвоєне вчене звання професора.
Напрямки наукової діяльності на сучасному етапі — теорія управління, адміністративне право, фінансове право. Під керівництвом Рябченко О. П.. підготовлено 12 кандидатів наук. Автор понад 50 наукових праць.

## Основні праці
- Проблеми тінізації економіки в період формування ринкових відносин. Курс лекцій. — Харків, 1998;
- Держава і економіка: адміністративно-правові аспекти взаємовідносин. Монографія. — Харків, 1999;
- Державне управління економікою України у схемах і визначеннях. Навчальний посібник. — Харків, 2000;
- Громадянство України та паспортизація. — Харків, 2001 (у співавтор.).